# Leucanopsis leucanina
Leucanopsis leucanina är en fjärilsart som beskrevs av Felder 1874. Leucanopsis leucanina ingår i släktet Leucanopsis och familjen björnspinnare. Inga underarter finns listade i Catalogue of Life.